# Cooper-Insel (Südgeorgien)
Die Cooper-Insel (englisch Cooper Island) ist eine unbewohnte Insel im Südatlantik und gehört zum britischen Überseegebiet Südgeorgien und die Südlichen Sandwichinseln.
Die felsige, zerklüftete Insel zählt zur Inselgruppe Südgeorgien, von der Südostspitze deren Hauptinsel Südgeorgien sie nur durch den 1,6 km breiten Cooper Sound getrennt ist. Die höchste Erhebung liegt bei 416 m.
Die Insel wurde am 18. Januar 1775 von James Cook entdeckt und einst Cooper’s Isle benannt. Namensgeber ist Robert Palliser Cooper (≈1743–1805), Oberstleutnant an Bords von Cooks Schiff Resolution.
Die Cooper-Insel ist eine der wenigen Ratten-freien Inseln des Archipels und daher ein beliebtes Brutgebiet verschiedener Meeresvögel, wie beispielsweise des Schwarzbrauenalbatros (Thalassarche melanophris), des Schneesturmvogels (Pagodroma nivea) oder des Goldschopfpinguins (Eudyptes chrysolophus). Die Insel ist außerdem ein Rückzugsgebiet des Antarktischen Seebären (Arctocephalus gazella).